# Maurício do Valle
Maurício do Valle (Rio de Janeiro, 1928 – Rio de Janeiro, 7 ottobre 1994) è stato un attore brasiliano.

## Biografia
Divenne noto per essere stato uno degli attori simbolo del Cinema Novo, legato in particolare ai film sulla figura del cangaceiro Corisco: interpretò infatti il personaggio di Antonio Das Mortes, l'assassino del bandito, nei lungometraggi Il dio nero e il diavolo biondo e Antonio das Mortes, entrambi diretti da Glauber Rocha , mentre in Corisco, O Diabo Loiro diede volto al cangaceiro in persona. Ebbe una parte anche in Gabriela, di Bruno Barreto.
Partecipò a numerose telenovelas, tra cui Fiore selvaggio.
Morì nel 1994 per le complicazioni della sua malattia cronica, il diabete mellito di tipo 1, a causa del quale aveva anche subìto l'amputazione di un piede. 